# Roger Vulliez
 (août 2022).
Roger Vulliez est un photographe français né le 5 mai 1946 à Casablanca au Maroc.

## Biographie
Roger Vulliez, né en 1946 à Casablanca, obtient son baccalauréat en 1968. Par la suite, il voyage et photographie aux États-Unis, en Inde et au Japon.
Après plusieurs rencontres avec Raoul Hausmann, on lui confie des négatifs, environ 1200 images, datant de 1927 à 1957.
En 2000, l’État lui attribue une commande publique « architecture contemporaine en Limousin » présentée en 2002 à la galerie du CAUE à Limoges. 
À partir de 2008, avec des séjours plus longs et plus réguliers en Inde, notamment à Pondichéry, il aborde la séquence vidéo produite à partir d’un appareil photographique numérique. 
En 2015, à Nice, il commence un travail sur ses archives. Il scanne lui-même de nombreux négatifs de sa période Limousine, une dizaine de sujets de 1980 à 2000.
Les quelque 300 négatifs de tout format et leurs fichiers numériques feront l’objet d’un dépôt en 2018, à la Cinémathèque du Limousin, dénommée depuis « Cinémathèque de la Nouvelle Aquitaine ».
Il lui reste encore quelques sujets à traiter dans ses archives notamment l’Inde et l’autoportrait.
En 2020, il produit une série de 6 autoportraits qui viendront clore une production très personnelle commencée en 1974.

## Expositions[1]
- 1972 : ENSHEEIT, Toulouse
- 1972 : Centre culturel, Limoges
- 1972 : Galerie Rencontre, Limoges
- 1973 : Séquences et conséquences, musée d'Art moderne de la ville de Paris
- 1973 : Festival d'Art contemporain, La Rochelle
- 1974 REVISIONS Institut de l’Environnement
- 1974 : Salon de la Recherche photographique, Royan
- 1974 : Centre culturel, Limoges
- 1976 : Fête de la photographie, Narbonne
- 1977 : Jeunes photographes français, Berlin
- 1977 : Photo actuelle en France, Genève, Suisse
- 1978 : Photo actuelle, Avignon2
- 1981 Autoportraits Centre Georges-Pompidou
- 1984 A propos du corps et de son image Centre culturel Bretigny sur Orge
- 1987 Avenue Garibaldi (usines Heyraud) CAUE Limoges
- 1987 Le Corps Galerie des Beaux Arts NANTES
- 1988 Le corps, la galère Musée de Touon
- 1988 Le journal de deux hommes de chambre Centre culturel Jean-Gagnant Limoges
- 1988 Danseurs Danseuses Artothèque du Limousin Centre culturel Jean-Gagnant Limoges
- 1991 Bords de Vienne Saint Junien Haute-Vienne
- 1991 Portraits de Vulliez Bellac Haute-Vienne
- 1996 La panne des Augures (centre de détention de Uzerche) galerie du CAUE Limoges
- 2000 Chandigarh ENSAD Limoges
- 2002 Architecture contemporaine en Limousin Commande publique CAUE Limoges
- 2022 AUTOPORTRAITS Galerie Olivier Bijon Arles

## Collections
- Bibliothèque nationale, Paris
- Bibliothèque municipale, Marseille
- MAMAC Nice
- Musée d’art Moderne Centre Georges-Pompidou, Paris
- Artothèque du Limousin
- CNAP Centre des Arts Plastiques, Paris
- Faclim Limousin
- FRAC Fonds régional d’art contemporain du Limousin
- Musée de Toulon
- Center for Creative photography, Tucson, USA
- Museum of modern art San Fransisco